# یواس‌اس رز (اس‌پی-۷۵۷)
یواس‌اس رز (اس‌پی-۷۵۷) (به انگلیسی: USS Rosa (SP-757)) یک کشتی بود که طول آن ۴۸ فوت (۱۵ متر) بود. این کشتی در سال ۱۹۰۹ ساخته شد.